# Carlos, 3.° Príncipe de Leiningen
Carlos Frederico Guilherme Emico, Príncipe de Leiningen KG (em alemão: Carl Friedrich Wilhelm Emich; Amorbach, 12 de setembro de 1804 – Mörschenhardt, 13 de novembro de 1856) foi um nobre alemão e meio-irmão mais velho da rainha Vitória do Reino Unido.

## Biografia

### Nascimento e família

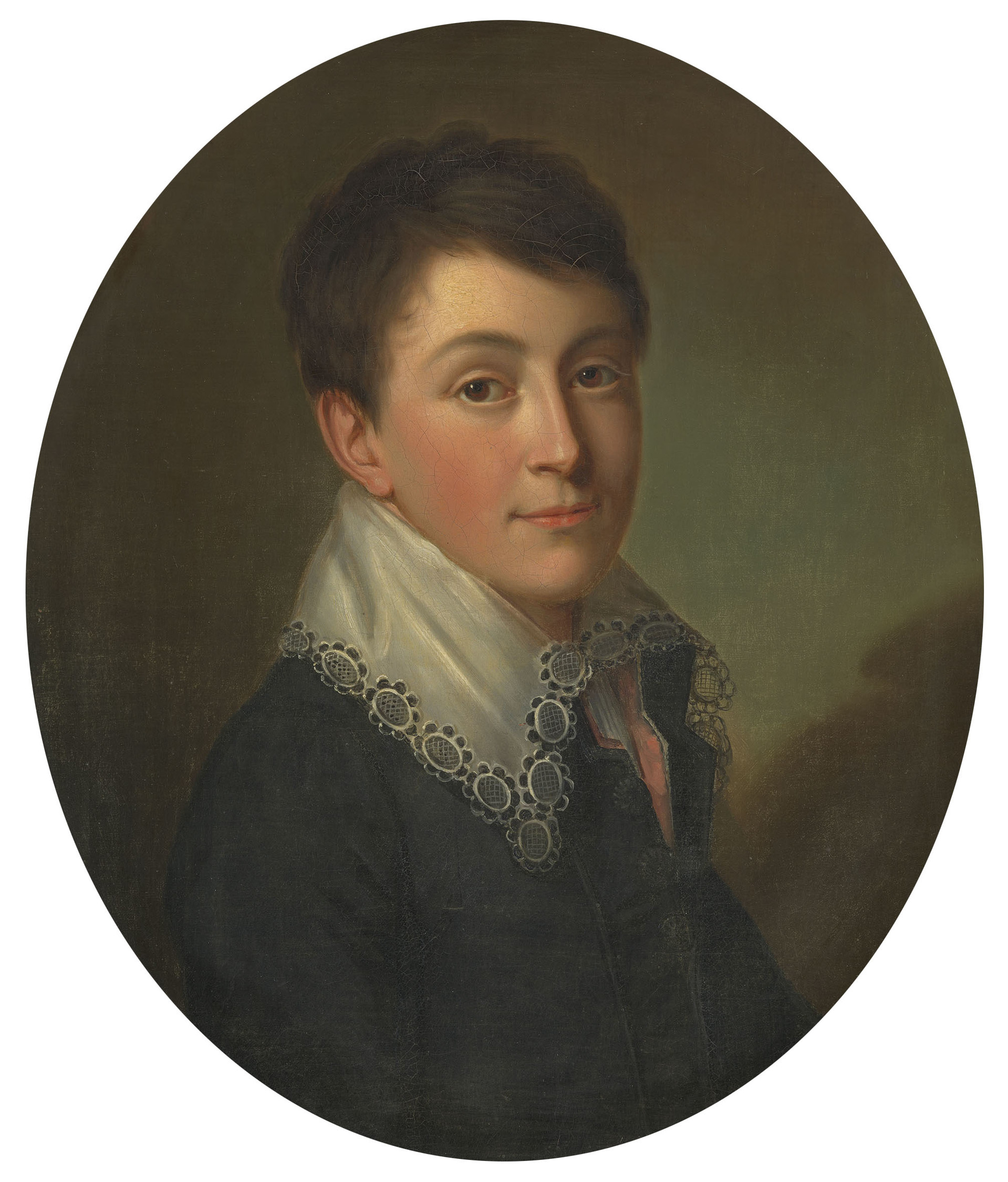
Carlos Emico, Príncipe de Leiningen em 1818, por Johann Daniel Mottet. Na Royal Collection.

Carlos Frederico Guilherme Emico foi o único filho varão de Emico Carlos, Príncipe de Leiningen e de sua segunda esposa, a princesa Vitória de Saxe-Coburgo-Saalfeld (um filho mais velho de Emico Carlos e de sua primeira mulher Henriqueta de Reuss-Ebersdorf tinha morrido em 1800). Emico Carlos faleceu em 4 de julho de 1814 e Carlos sucedeu-o como 3.º Príncipe de Leiningen. 
Em 1818, a sua mãe casou-se uma segunda vez com o príncipe Eduardo, Duque de Kent e Strathearn e quarto filho do rei Jorge III do Reino Unido e em 1819 Carlos e a sua irmã Feodora de Leiningen foram levados para a Grã-Bretanha onde a sua meia-irmã, a princesa Alexandrina Vitória de Kent nasceu em 24 de maio. Mais tarde Carlos seguiu uma carreira no exército do Reino da Baviera.

### Príncipe mediatizado

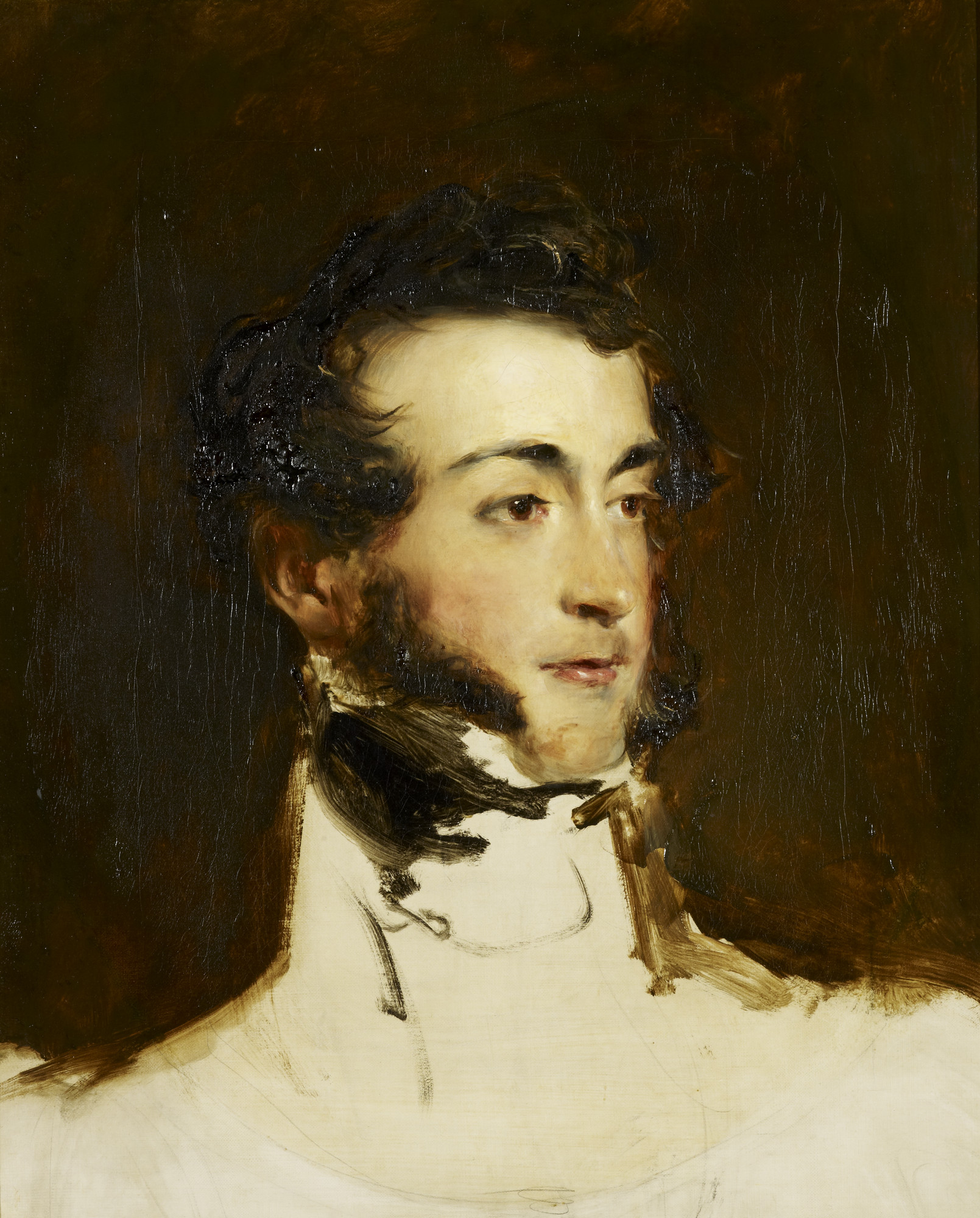
Príncipe Carlos de Leiningen, por Sir David Wilkie

Carlos frequentou uma escola particular em Berna e, a partir de 1821, estudou direito na Universidade de Göttingen com o jurista Karl Friedrich Eichhorn, então uma das principais autoridades em direito constitucional alemão e principal proponente da Escola Histórica do Direito alemã. Na corte britânica, seus interesses multifacetados na arte foram despertados. A partir de 1828, ele construiu o Castelo de Waldleiningen, perto de Mörschenhardt (em homenagem a Waldleiningen no Palatinado), como sua residência particular, um complexo romântico que lembra castelos neogóticos na Grã-Bretanha, como a Abbotsford House.
Como uma casa mediatizada, os príncipes de Leiningen eram membros da dieta Landtag em Baden, assim como na Baviera e em Hesse. O príncipe Carlos tornou-se presidente da câmara alta da Baviera (Reichsrat) em 1842 e também seguiu uma carreira no exército bávaro como tenente-general "à la suite" da cavalaria. Em 20 de abril de 1842, ele e outros 20 nobres se reuniram no Palácio de Biebrich, onde estabeleceram o Adelsverein para organizar o assentamento de emigrantes alemães no Texas; Carlos foi eleito presidente da sociedade.

### 1848
Após as revoluções de 1848 nos Estados alemães, Leiningen obteve grande reputação como liberal, reformista e livre pensador. Ele defendeu a implementação do parlamentarismo e criticou abertamente os privilégios da aristocracia. Ele foi nomeado Ministro-Presidente do novo Reich Germânico pelo regente (Reichsverweser), o arquiduque João da Áustria, em 6 de agosto de 1848. Com um chefe de Estado católico e um chefe de governo luterano, alcançou-se um equilíbrio no dualismo alemão, além disso as estreitas relações de Leiningen com a família real britânica eram geralmente apreciadas. Seu gabinete inicialmente contava com uma maioria liberal e de esquerda no recém-criado Parlamento de Frankfurt, no entanto, em 5 de setembro, ele renunciou após à questão de Schleswig-Holstein quando, na Primeira Guerra do Schleswig, o rei Frederico Guilherme IV da Prússia, unilateralmente assinou um armistício com a Dinamarca em Malmö. Os delegados da assembléia de Frankfurt reagiram com indignação e Leiningen, incapaz de afirmar os poderes da autoridade central, foi forçado a renunciar. Ele foi sucedido pelo político austríaco Anton von Schmerling, que atuou como primeiro-ministro até dezembro, quando o recém-criado Reich caiu.

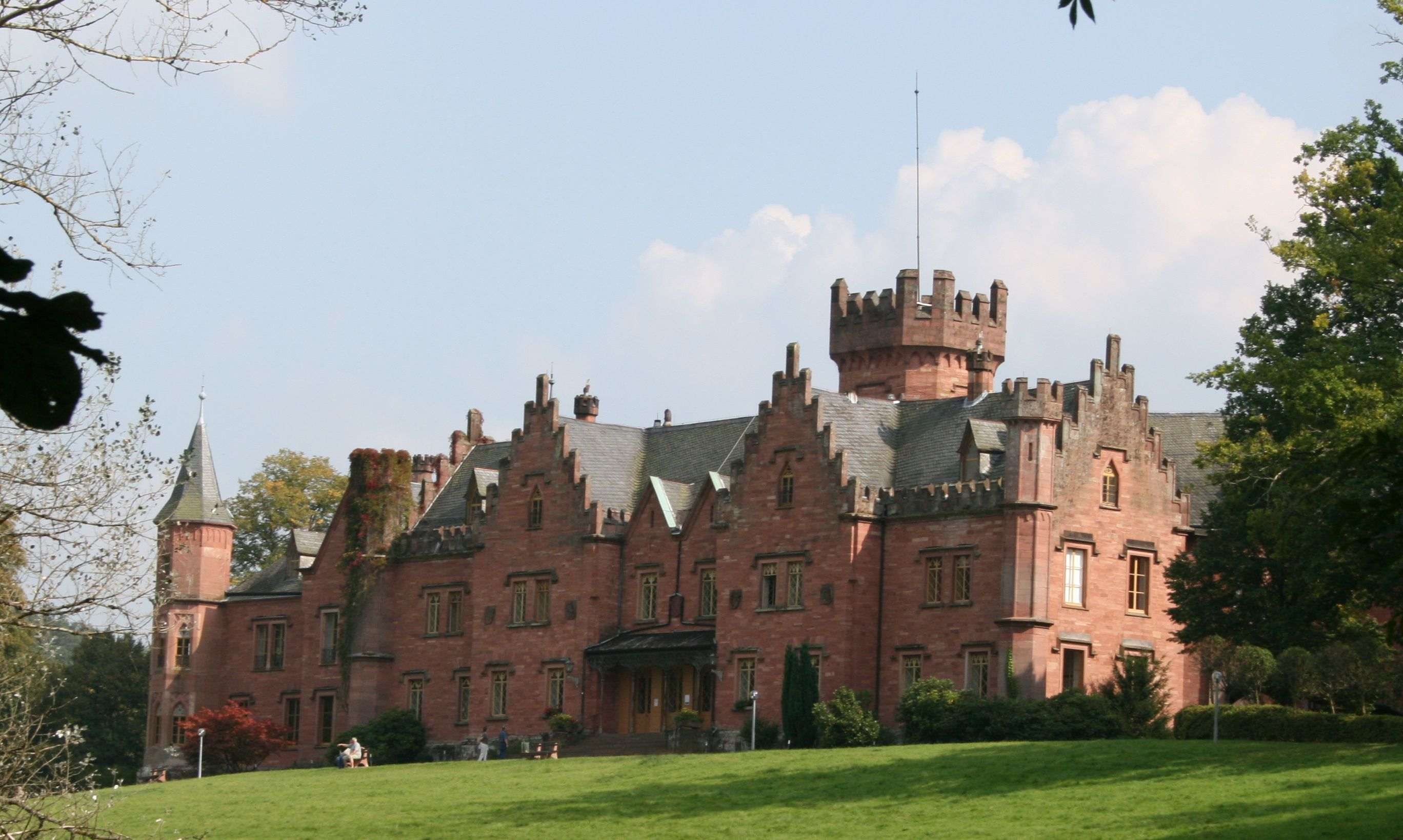
Castelo de Waldleinlingen

### Últimos anos e morte
O Príncipe de Leiningen foi feito cavaleiro da Ordem da Jarreteira em 1837. Em 1855, pouco depois de a sua sobrinha Vitória, Princesa Real ter ficado noiva do príncipe-herdeiro Frederico da Prússia, Carlos sofreu um grave ataque de apoplexia. Um segundo ataque em novembro do ano seguinte acabou por ser fatal e Carlos faleceu em 13 de novembro de 1856 em Amorbach, aos 52 anos de idade, com a sua irmã Teodora de Leiningen ao seu lado.

## Casamento e descendência
Em 13 de fevereiro de 1829, Carlos casou-se com a condessa Maria Klebelsberg (27 de março de 1806 - 28 de outubro de 1880), filha do Conde Maximiliano Klebelsberg e da sua esposa, Maria Anna von Tirba, eles tiveram dois filhos:
1. Ernesto Leopoldo Vítor Carlos Augusto José Emico nascido a 9 de novembro de 1830 e que o sucedeu como 4.º Príncipe de Leiningen.
2. Eduardo Frederico Maximiliano João, nascido a 5 de janeiro de 1833 e falecido a 9 de abril de 1914.